# Barbara Mandrell
Barbara Mandrell, (Houston, 1948. december 25. –) amerikai countryénekes, multiinstrumentalista, kétszeres Grammy-díjas. 1969 és 1989 között 55 slágere volt az Egyesült Államok országos slágerlistáján.

## Pályafutása
Barbara Mandrell zenei csodagyerek volt. Már nagyon fiatalon számos hangszeren megtanult játszani. Acélgitárral még Chet Atkinst is lenyűgözte. Tizenegy évesen szerepelt először egy helyi televíziós műsorban. Nem sokkal ezután olyan ismert country sztárokkal állt már  színpadra, mint Johnny Cash és Red Foley.
1963-ban zenekedvelő szülei családi zenekart alapítottak a (The Mandrells) Barbara húgával, Louise-val és Irlene-nel, és két másik zenésszel. Az együttes rurnétott tett Észak-Amerikában és Ázsiában.
Barbara beleszeretett a banda dobosába, Ken Dudley-be, és az iskola befejezése után hozzáment feleségül.
Amikor férjét besorozták az Egyesült Államok haditengerészetébe, a család Nashville-be költözött. 1969-ben Barbara szerződést írt alá a Columbia Recordsszal. Egy évvel később a „Playin’ Around With Love” című dallal felkerült a slágerlistákra. 1971-ben érte el első legjobb 10-be került a „Tonight My Baby's Coming Home” című kislemezzel. Nem sokkal később a Grand Ole Opry tagja lett. Sikeres duetteket vettek fel David Houstonnal. A 10 legnépszerűbb slágerük között volt az „After Closing Time” (1970) és az „I Love You, I Love You” (1974). 1975-ben átszerződött az ABC Recordshoz. Tom Collins producer irányítása alatt zenei stílusuk country-pop irányába változott. Szinte azonnal nőtt lemezeik eladása. A 10 legjobb sikersorozata után 1978-ban érte el az első helyet slágere, a „Sleeping Single in a Double Bed”.
Mandrell az ABC-től az MCA Recordshoz szerződött. Velük jutott el karrierje csúcsára. 1981-ben és 1982-ben megkapta a Country Music Association Awards-ot, valamint arany díjat kapott a „The Best of Barbara Mandrell” és a "Live" című albumokért. Két Grammy-díjat és számos más díjat is kapott.
1980-ban saját televíziós műsort vezetett Barbara Mandrell és a The Mandrell Sisters címmel, amelyben két nővérével együtt szerepelt.
Egészségi problémák miatt 1982-ben leállította a televíziós műsort. Egy évvel később Las Vegasban elindította a „This Lady is a Champ” című színpadi show-t. 1984. szeptember 11-én egy súlyos autóbaleset után majdnem egy évet kórházban kellett töltenie. A balesetben két gyermeke is megsérült. A balesetben részt vevő másik autó 19 éves vezetője meghalt. Mandrell sérülései és a színpadról való távolléte ellenére kiadtak egy duettalbumot Lee Greenwooddal, amely egy másik top 10-es slágert tartalmazott, a „To Me”-t. 1985 júniusában az énekesnő először lépett fel újra a Music City News Awards-on. 1985 őszén jelent meg új albumuk, a „Get to the Heart”.
Eközben a country zene megváltozott. Az új hagyományőrzők lassan átvették a vezetést. Mandrell számai még fel tudtak kerülni a slágerlistákra, de már nem értek el az egykori nagy sikert.
1990-ben Mandrell megírta önéletrajzát, a „Get to the Heart: My Story”-t, amely hónapokig a bestseller-listákon maradt, és néhány évvel később film is készült belőle.
1997-ben befejezte country éneklést, és rövid időre a színészetnek szentelte magát. A 2006-os „She Was Country When Country Wasn't Cool: A Tribute to Barbara Mandrell” című album és a Country Music Hall of Fame-be való bkerülése a country zene legmagasabb kitüntetése volt (2009).

## Stúdióalbumok
- Treat Him Right (1971)
- A Perfect Match (with David Houston) (1972)
- The Midnight Oil (1973)
- This Time I Almost Made It (1974)
- This Is Barbara Mandrell (1976)
- Midnight Angel (1976)
- Lovers, Friends and Strangers (1977)
- Love's Ups and Downs (1977)
- Moods (1978)
- Just for the Record (1979)
- Love Is Fair (1980)
- ...In Black & White (1982)
- He Set My Life to Music (1982)
- Spun Gold (1983)
- Clean Cut (1984)
- Meant for Each Other (with Lee Greenwood) (1984)
- Christmas at Our House (1984)
- Get to the Heart (1985)
- Moments (1986)
- Sure Feels Good (1987)
- I'll Be Your Jukebox Tonight (1988)
- Precious Memories (1989)
- Morning Sun (1990)
- No Nonsense (1990)
- Key's in the Mailbox (1991)
- Acoustic Attitude (1994)
- It Works for Me (1994)

## Filmek
- Barbara Mandrell az IMDb-n

## Díjak
· (Lásd: infobox jobbra)

## Fordítás
- Ez a szócikk részben vagy egészben  a   Barbara Mandrell című német Wikipédia-szócikk ezen változatának fordításán alapul.  Az eredeti cikk szerkesztőit annak laptörténete sorolja fel. Ez a jelzés csupán a megfogalmazás eredetét és a szerzői jogokat jelzi, nem szolgál a cikkben szereplő információk forrásmegjelöléseként.